# Festival de Cinema de Pamplona

Logotipo do Festival de Cinema de Pamplona.

O Festival de Cinema de Pamplona (em basco: Iruñeko Zinemaldia) é evento que se realiza anualmente no início de outubro desde 2000 em Pamplona, a capital da Comunidade Foral de Navarra, Espanha.
É um festival internacional orientado sobretudo para novos cineasta, que, nas palavras dos seus organizadores «tem a ideia de constituir um fórum de debate sobre a solidariedade como eixo e a acessibilidade como bandeira».

## História
O festival surgiu por iniciativa de um grupo de jovens universitários no ano de 2000, que desafiaram a escassez de recursos e apostaram no enriquecimento da vida cultural de Pamplona. Durante as primeiras edições, dirigidas por Iñaki Sarasola e Javier Sarasola, o festival teve apenas uma secção a concurso, chamada "Alternatif", dedicada a curtas-metragens nacionais de ficção.
Na terceira edição de 2002, o formato e filosofia ainda usados são  consolidados, o que coincidiu com a entrada na equipa de gestão dos produtores Dimas Lasterra e Iñaki Arrubla. O festival passou então a ter o nome atual e houve a intenção de não se converter em "mais um" dos festivais de cinema que todos os anos ocorrem em Espanha, diferenciando-se através da especialização no cinema social e solidário. Nessa terceira edição, além da secção Alternatif, houve uma mostra de cinema solidário em sessões matinais e noturnas.
Na quarta edição, em 2003, surgem a secção a concurso, para longas-metragens internacionais, chamada "Cineactiv" e o concurso "Creatif" de guiões de curtas-metragens de temática social. Na mesma edição faz-se finca-pé na acessibilidade de deficientes ao festival, adaptando tecnicamente salas e filmes para que posam ser "vistas e ouvidas" por pessoas com deficiências visuais e auditivas. Apesar da base do evento ser, como o nome indica, um festival de cinema, foi ainda criado um espaço de encontro para organizações não governamentais, com a projeção de documentários em vídeo na secção "Valor Visual".
A edição de 2003 marcou também um grande aumento do prestígio internacional do festival, tendo sido eleito como um dos 12 projetos europeus que se apresentaram na "4ª Cimeira Mundial de Meios para Crianças e Adolescentes", um evento internacional de referência realizado de três em três anos que reúne as entidades e personalidades mais relevantes relacionadas com os meios audiovisuais e educação.[carece de fontes?] O festival foi também um dos membros fundadores da "Rede Iberoamericana de Festivais de Cinema para Crianças e Jovens", organizou mostras do festival em eventos como o "Festival Internacional de Cinema para a Infância e Juventude de Buenos Aires" e participou na "4ª Reunião Preparatória de Especialistas da RECAM" (Reunião de Autoridades Cinematográficas e Audiovisuais do Mercosul), a qual teve como objetivo elaborar o plano de ação para por em marcha o "Espaço Audiovisual das Crianças do Mercosul.[carece de fontes?]
Na quinta edição, de 2004, surge a secção "Educactif", que engloba a anterior mostra de cinema soldário juntamente com todas as atividades dirigidas à formação cívica dos mais jovens através dos audiovisuais, com uma atenção especial para os profissionais de educação. Pela primeira vez são realizados workshops de crítica e de edição digital, tanto para alunos como para professores, tendo-se conseguido que a partir de 2006 mais de metade das escolas de Pamplona e 8 500 dos seus alunos participassem em pelo menos uma atividade desta secção educativa, a qual foi alargada a toda a Navarra, tendo decorrido não só em Pamplona, mas também em Tafalla, Estella, Vera de Bidasoa, Tudela, Aoiz y Santesteban.
Ainda na edição de 2004, passaram a homenagear-se os atores, atrizes e técnicos que com a sua ação desinteressada contribuíram para o desenvolvimento da curta-metragem espanhola depositando a sua confiança em novos valores. Os primeiros atores a receberem esta homenagem foram Txema Blasco, Saturnino García, Antonio Dechent e Ramón Barea.
Nas sexta e sétima edições, as secções a concurso consolidaram-se, em alguns casos os prémios aumentaram, os horários foram aumentados com mais projeções e foram criadas novas secções, como o "Corto a la carta" e prémios como o "Cortiçô", para a melhor curta-metragem em vídeo dirigida por um navarro.

## Algumas obras a concurso, prémios e homenagens

### 1ª edição (2000)
Categoria "Novos realizadores":
- Primeiro prémio — Cómo cultivar marihuana en 1’ y 13’’, de Diego Abad
- Accesit — Net@dona, de Aitor Unzu
- Accesit — Infinito, de Daniel Chamorro
- Prémio do júri "Accesit" — 9’81, de Gonzalo Velasco

Categoria "Jovens realizadores":
- Primeiro prémio — Mi Rosita, de Ángeles Diemand Hartz
- Segundo prémio — 15 días, de Rodrigo Cortés
- Prémio do júri "Alternatif" — Torre, de Oskar Santos
- Prémio do público — Ruleta, de Roberto Santiago
- Menção especial "prémio juventude" — La traición, de Estefanía Gutiérrez

### 2ª edição (2001)
Secção "Alternatif":
- Primeiro prémio — Bamboleho, de Luis Prieto Yanguas
- Segundo prémio e prémio do público — Treitum, de Javier Ruiz Caldera

### 3ª edição (2002)
Secção "Alternatif":
- Grande prémio do festival — Nada que perder, de Rafa Russo
- Prémio do público — El número, de Marco Besas
- Prémio para a melhor curta-metragem navarra (ex-aequo) — Flores', de David Ilundain; El último cuento, de Laura Belloso

### 4ª edição (2003)
Secção "Alternatif":
- Grande prémio do festival — El Balancín de Iván, de Darío Stegmayer
- Segundo prémio — Final, de José Luis Montesinos
- Prémio do público — Uno más, uno menos, de Álvaro Pastor e Antonio Naharro
- Prémio para a melhor curta-metragem navarra — Sutura, de Daniel Castro

Secção "Cineactiv":
- Primeiro prémio — Carlos contra el mundo, de Chiqui Carabante

Secção "Valor Visual":
- Primeiro prémio — Auzolan, da ONG Alboan

Secção "Creatif":
- Primeiro prémio — La música de Piera de Aránzazu Ferrero

### 5ª edição (2004)
Secção "Alternatif":
- Grande prémio do festival — Recursos humanos de Jose Javier Rodríguez
- Segundo prémio — Llévame a otro sitio de David Martín de los Santos
- Prémio do público — Mus de Patxi Amezcua
- Prémio para a melhor curta-metragem navarra — En el frigo de David Ilundain

Secção "Cineactiv":
- Primeiro prémio — Nietos de Benjamín Ávila

Secção "Valor Visual":
- Primeiro prémio — Maldita calle, da ONG "Asociación para la protección de la infancia"

Secção "Creatif":
- Primeiro prémio — En el hoyo de David Martín de los Santos

Homenagem:
- Txema Blasco

Prémio "Educactif":
- La ventana de Lucía do grupo de teatro "Embeleco del IES Sierra de las Villas de Villacarrillo"

### 6ª edição (2005)
Secção "Valor Visual":
- Grande prémio do festival — One Shot de Nurit Kedar
- Prémio "Documania" — Dentro del silencio de Lola Robles, Mabel Cervantes e Gloria Ferreira
- Menção especial ONG's — La vida con síndrome de down de "Invest for Children"

Secção "Alternatif":
- Grande prémio do festival — Invulnerable de Álvaro Pastor
- Segundo prémio — La explicación de Curro Novallas
- Prémio do público — Solo para Chelo de Daniel Chamorro
- Prémio para a melhor curta-metragem navarra — El Álbum Blanco de Félix Viscarret

Secção "Cineactiv":
- Primeiro prémio — Próxima Salida de Nicolás Tuozzo

Secção "Creatif":
- Primeiro prémio — Afasia, la palabra enferma de Esteban Requejo e Coral Igualado

Homenagem:
- Saturnino García

Prémio "Educactif":
- Orson The Kid